# Parafia św. Sebastiana w Brzezinach
Parafia Świętego Sebastiana w Brzezinach – parafia rzymskokatolicka w Brzezinach.
Parafia erygowana w 1684. Obecny kościół parafialny w części drewniany, a w części murowany wybudowany w 1683 roku przez Franciszka Socha Chomentowskiego ówczesnego właściciela tego terenu.  Kościół wybudowany w stylu eklektycznym, konstrukcji zrębowej z zakrystią. Powstał na planie zbliżonym do krzyża greckiego. Nawa główna przenika bezpośrednio w prezbiterium, trójbocznie zamknięte. Południowe ramię wyznacza murowana kaplica wybudowana prawdopodobnie z prośby króla Jana III Sobieskiego. Z ramienia północnego wydzielona jest niewielka zakrystia. Od frontu znajduje się prostokątna kruchta, węższa od nawy. Chór nadwieszony, podparty drewnianymi słupami. Na chórze znajdują się ponad 100 letnie organy.
Terytorium parafii obejmuje: Borowinę, Brzeziny, Piotrówek, Więcków, Zielonkę oraz częściowo Edwardów, Kletnię i Niwę Babicką. 